# Perdita luteola
Perdita luteola är en biart som beskrevs av Cockerell 1894. Perdita luteola ingår i släktet Perdita och familjen grävbin. Inga underarter finns listade i Catalogue of Life. Arten förekommer i västra till centrala USA.

## Beskrivning
Perdita luteola är ett litet bi, mellan 5 och 8 mm långt. Till skillnad från nästan alla andra bin i släktet (men i likhet med den närstående arten Perdita larreae) är arten nästan helt klargul. Perdita luteola är ett litet bi, mellan 5 och 8 mm långt. Till skillnad från nästan alla andra bin i släktet (men i likhet med den närstående arten Perdita larreae) är arten nästan helt klargul så när som på svarta markeringar framför ögonen. Honan har dock ovansidan av antennerna svarta.

## Utbredning
Utbredningsområdet omfattar västra till centrala USA från Idaho i nordväst, Nebraska i nordost, Arizona–New Mexico i syd till sydväst i sydväst och Texas i sydost samt med västgräns i Nevada.

## Ekologi
Arten är polylektisk, den flyger till blommande växter från många familjer; främst till korgblommiga växter, men även kaprisväxter, kransblommiga växter, malvaväxter och slideväxter.

## Bildgalleri

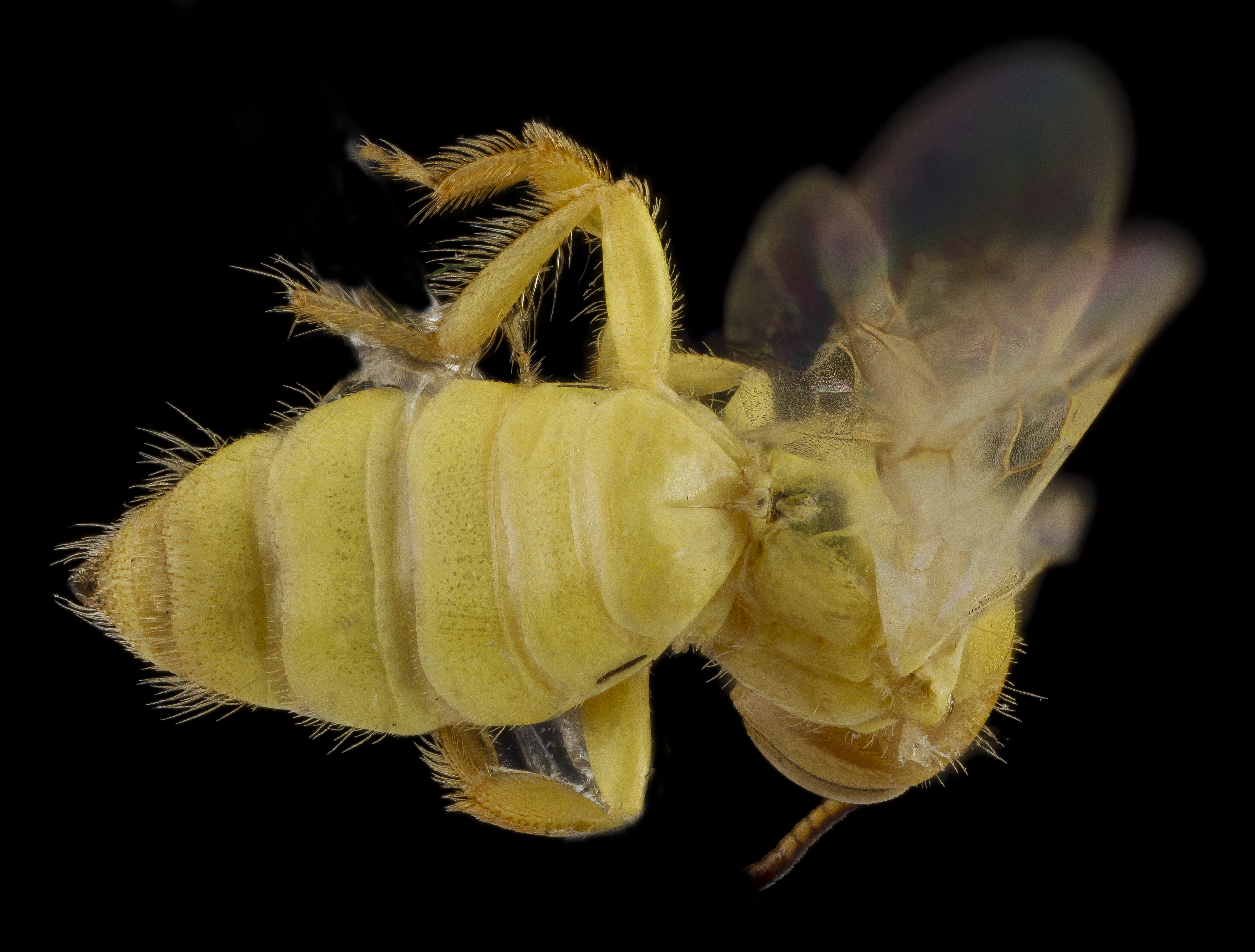
Hona, ryggsida.
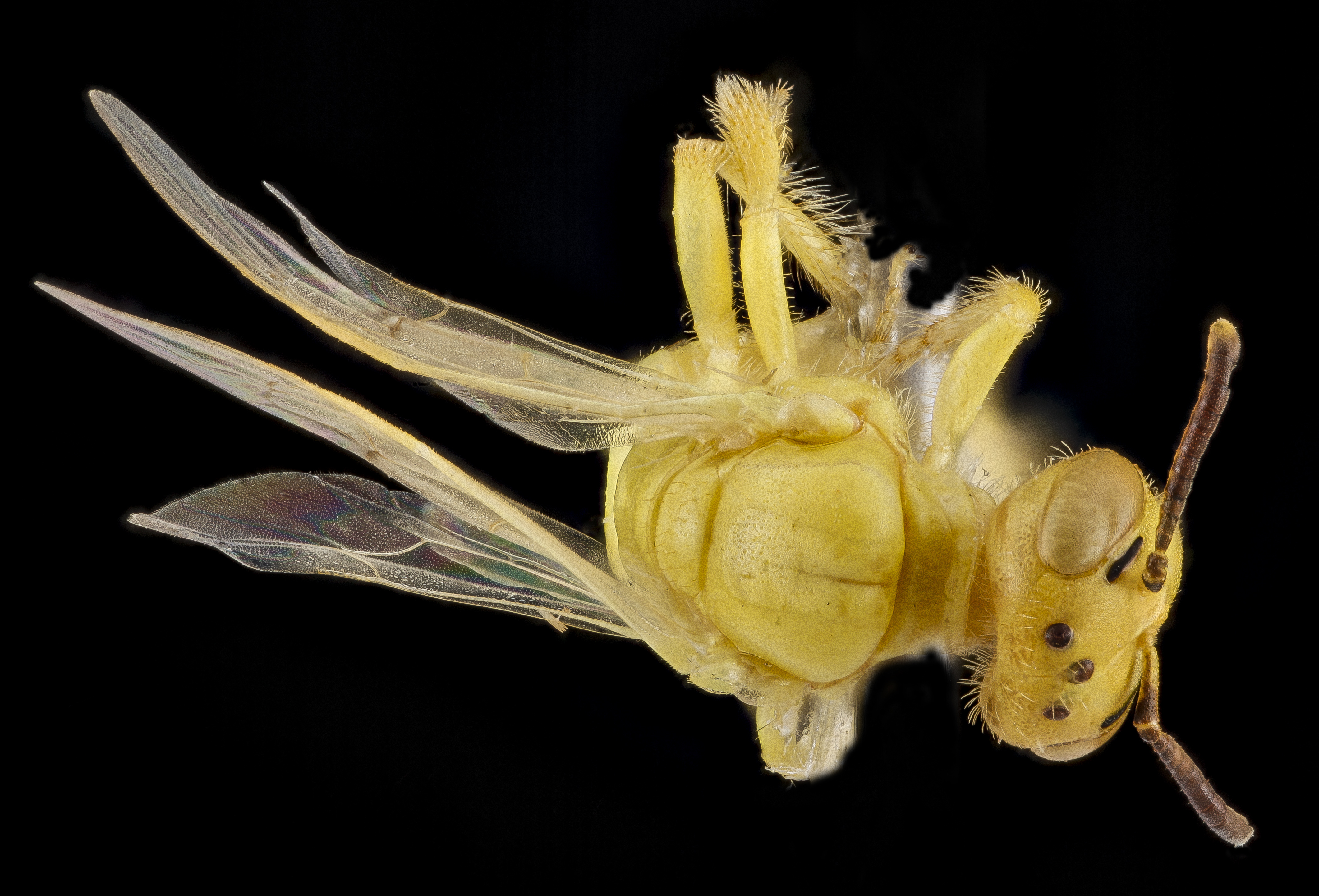
Hona, ryggsida.
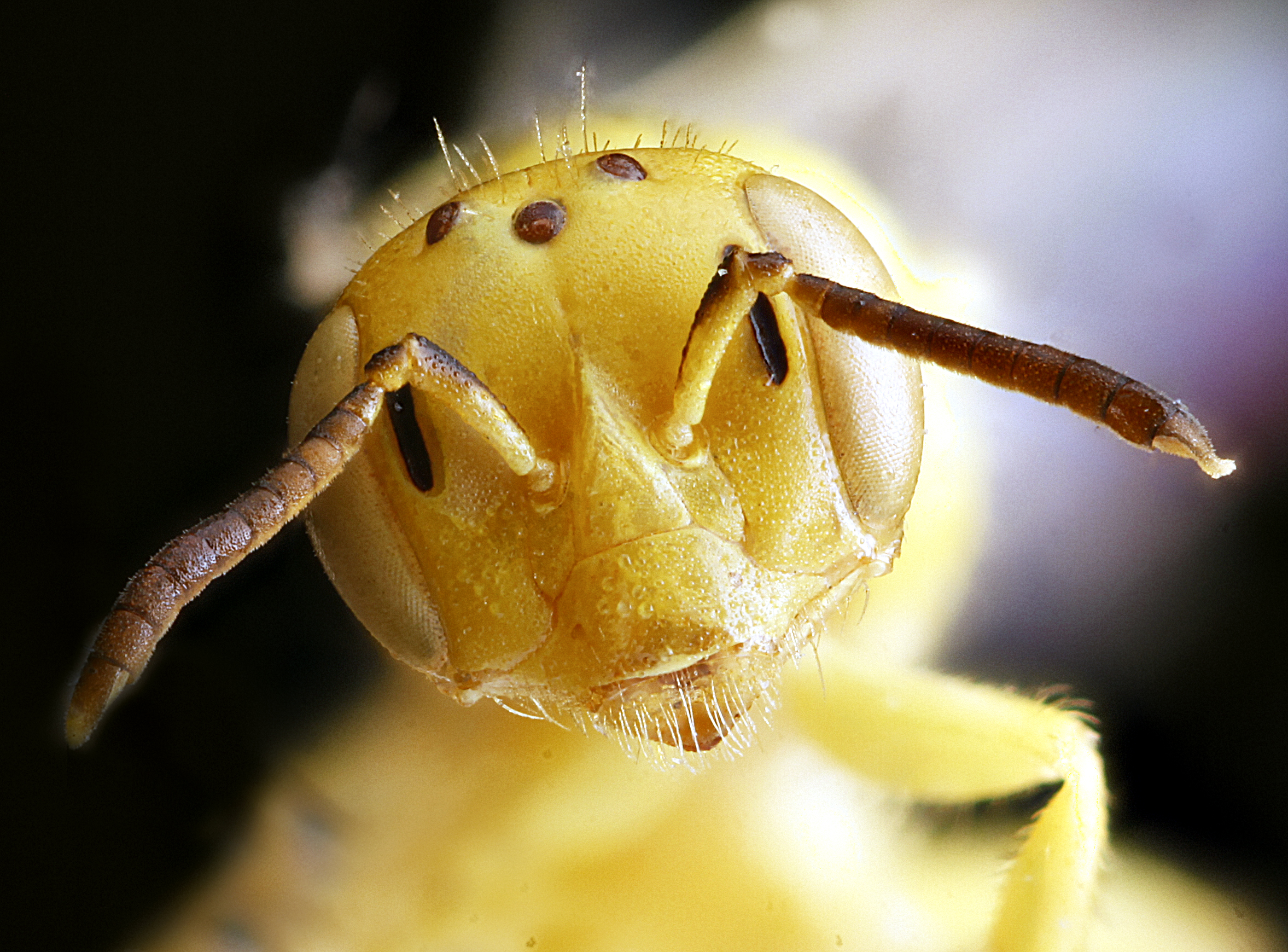
Hona, ansikte.